# Димитър Попилиев
Димитър Попилиев (изписване до 1945 година: Димитъръ попъ Илиевъ) е български просветен деец и революционер, деец на Вътрешната македоно-одринска революционна организация.

## Биография
Димитър Попилиев е роден на 16 януари 1878 година в град Струмица, тогава в Османската империя. Завършва в 1897 година с първия випуск класическия отдел на Солунската българска мъжка гимназия, а в 1903 година славянска филология и литература във Висшето училище в София (днешния Софийски университет).
От 1904 година е учител в четирикласното мъжко училище в Ямбол. В 1906 и 1907 година учителства в Одринската българска мъжка гимназия. Присъединява се към ВМОРО. Член е на Одринския окръжен революционен комитет. След края на учебната 1906/1907 година Екзархията е принудена от османските власти да го уволни заради подозрения в революционна дейност.